# Mtonya (Mtwara)
Mtonya ist ein Verwaltungsbezirk (englisch Ward) des Distrikts Mtwara (MC) in der tansanischen Region Mtwara.

## Geografie
Mtonya liegt im Südosten von Tansania, es ist ein schmaler Bezirk im Westen der Regionshauptstadt Mtwara. Er grenzt im Norden an den Indischen Ozean, im Osten und Süden an den Bezirk Magengeni und im Westen an Kisungule. Bei der Volkszählung 2022 lebten 2182 Menschen in 639 Haushalten auf einer Fläche von 2,3 Quadratkilometern.

## Gliederung
Der Bezirk besteht aus vier Stadtteilen (Mtaa):
- Mtonya A
- Mtonya B
- Singino
- Haikata